# Hernâni Borges
Hernâni José Oliveira Santos Borges (Maia, 27 agosto 1981) è un ex calciatore capoverdiano con cittadinanza portoghese, di ruolo attaccante.

## Carriera

### Club
Durante la sua carriera ha giocato con numerose squadre di club, tra cui anche il Desportivo Aves.

### Nazionale
Conta 8 presenze ed una rete con la nazionale capoverdiana.